# Ben Arous

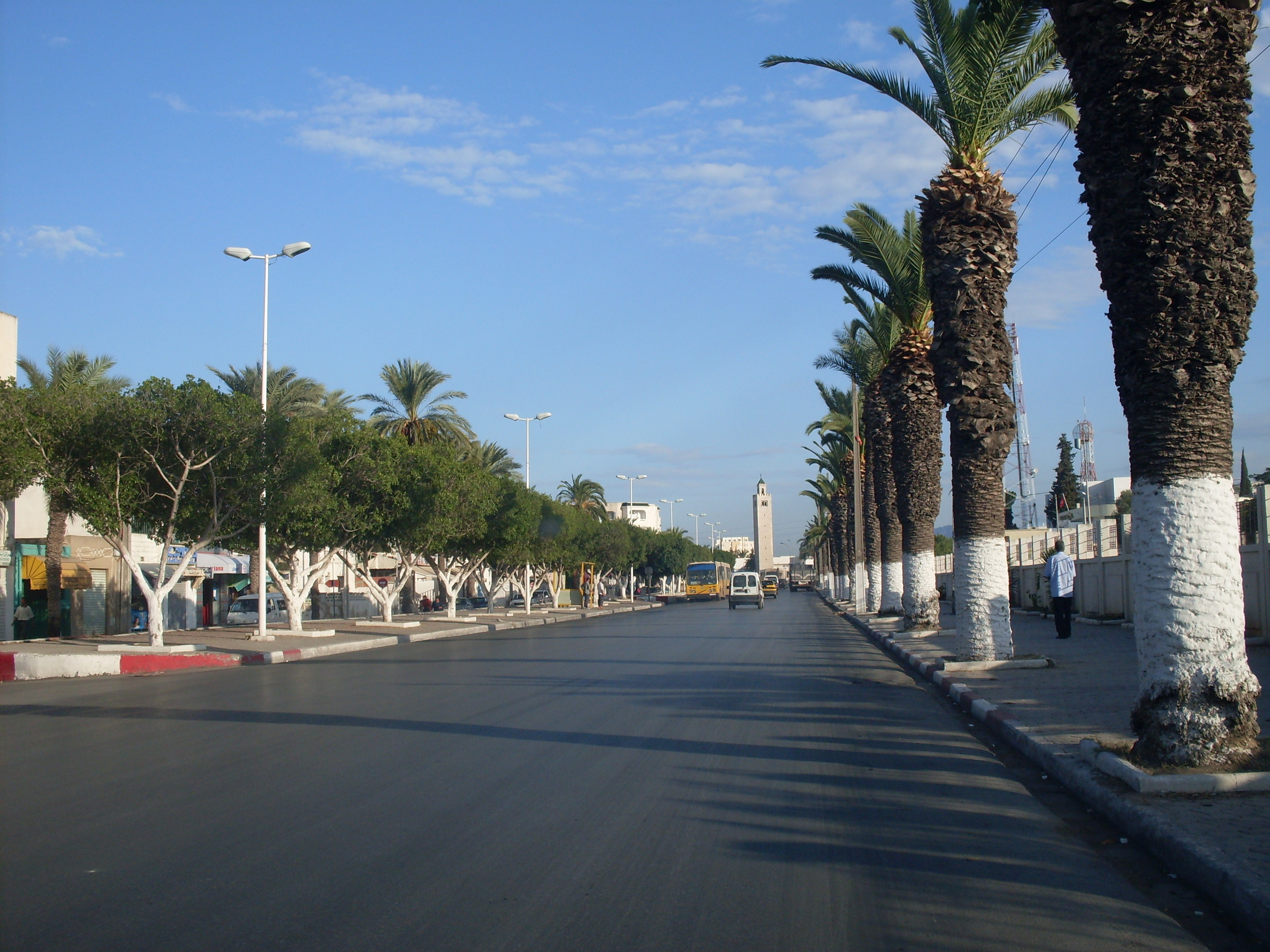
Gata i Ben Arous.

Ben Arous (arabiska بن عروس, Bin 'Arūs) är en stad i norra Tunisien, vid kusten mot Tunisviken i Medelhavet. Den är belägen sydost om landets huvudstad, Tunis, och ingår i denna stads storstadsområde. Staden är den administrativa huvudorten för guvernoratet Ben Arous och hade 88 322 invånare vid folkräkningen 2014. Ben Arous är indelad i de fyra arrondissemangen Ben Arous Est, Ben Arous Ouest, La Nouvelle Médina och Sidi Mosbah.